# Molkenmarkt

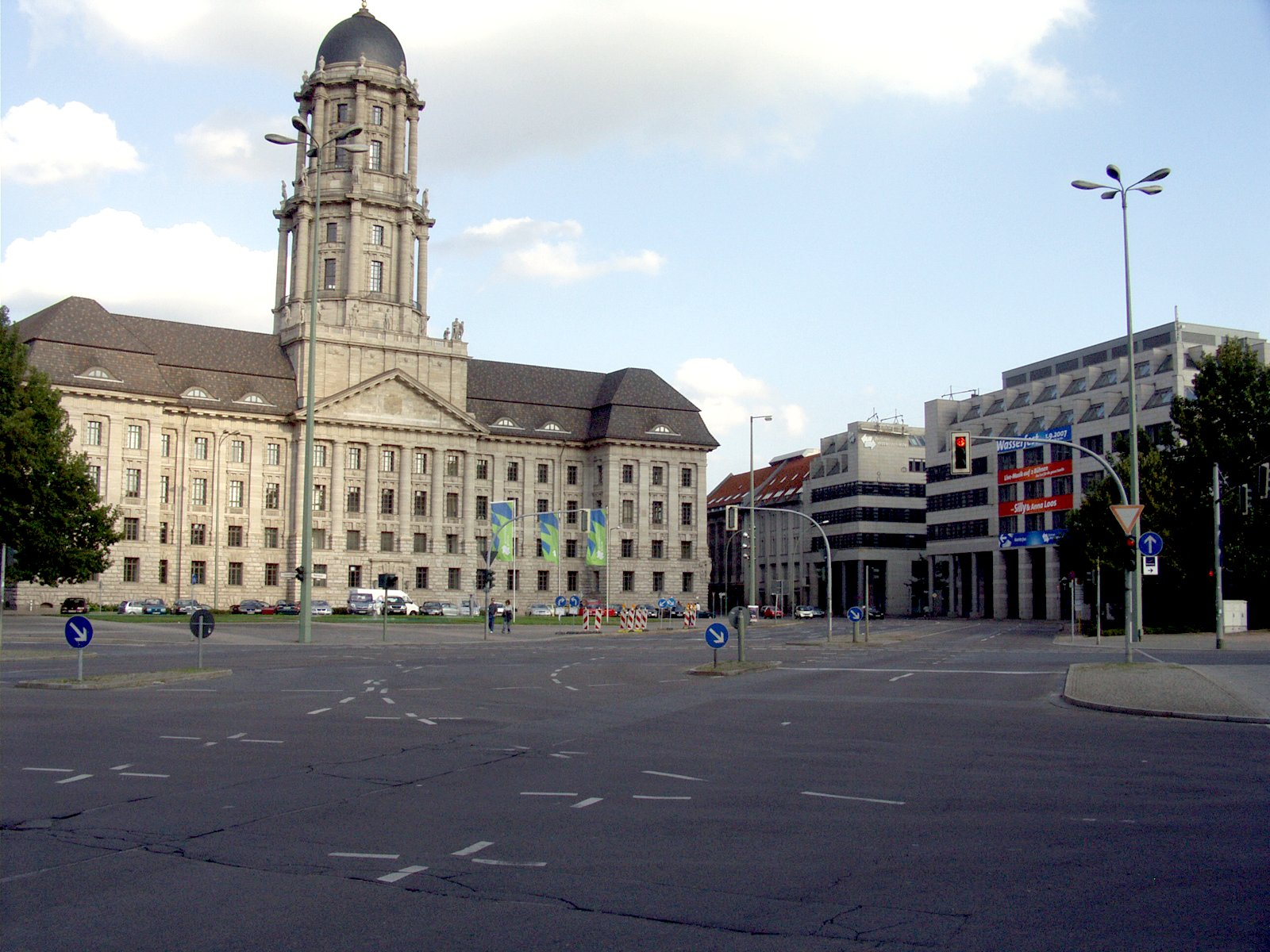
Molkenmarkt med Altes Stadthaus till vänster.

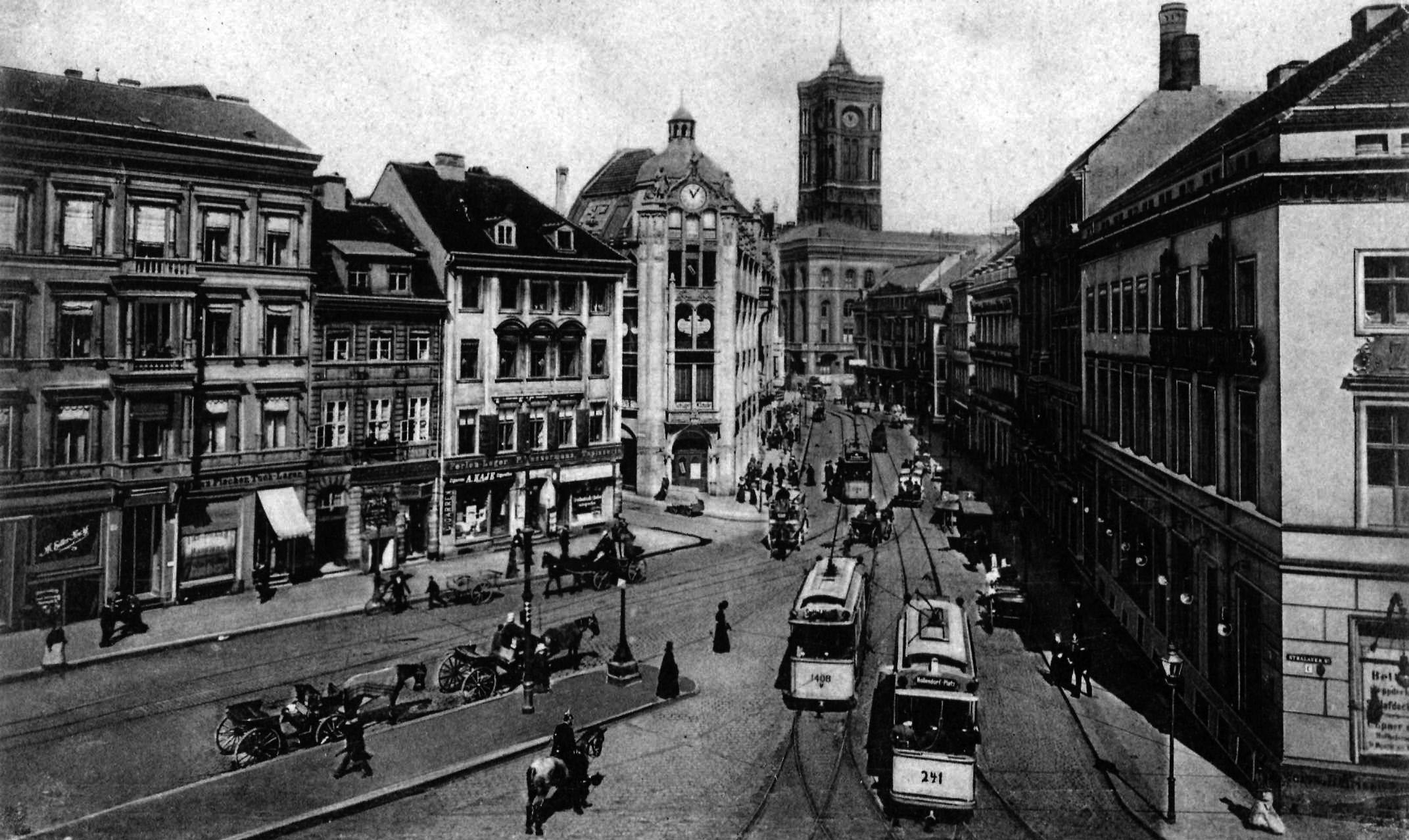
Molkenmarkt 1902, vy i riktning norrut mot Rotes Rathaus.

Molkenmarkt är ett torg i stadsdelen Mitte i centrala Berlin, beläget söder om Alexanderplatz och omedelbart öster om Nikolaiviertel. Torget är Berlins äldsta marknadstorg och är beläget i närheten av Mühlendamm, där den strategiskt viktiga övergången och handelsvägen över floden Spree mellan dubbelstäderna Cölln och Berlin låg under medeltiden. Fram till 1600-talet kallades torget Olde Markt (på högtyska: Alter Markt). Den äldre bebyggelsen efter det medeltida gatunätet förstördes genom andra världskrigets bombningar, och på 1960-talet breddades Grunerstrasse som passerar torget i öst-västlig riktning till en stor trafikled (Bundesstrasse 1) som idag dominerar gatubilden. 
Torget är idag betydligt större än före andra världskriget, och många byggnader vid torget låg ursprungligen inte direkt i anslutning till det. Vid torgets östra sida ligger Altes Stadthaus, som under DDR-epoken användes som regeringsbyggnad men sedan 1990-talet åter används av staden Berlins förvaltning. Norr om torget ligger idag Rotes Rathaus. Barockpalatset Palais Schwerin ligger vid torgets södra sida och vid västra sidan av torget ligger det rekonstruerade historiska kvarteret Nikolaiviertel.

## Angränsande gator
- Spandauer Strasse åt nordväst
- Stralauer Strasse åt sydost
- Mühlendamm åt sydväst
- Grunerstrasse åt nordost